# ARAK-21 XRS
ARAK-21 XRS是一把由美國Faxon Firearms設計並生產，基於AR-15及AK的半自動步槍，可使用5.56×45mm NATO、.300 Blackout及7.62×39mm。名稱中的ARAK乃為AR-15的AR與AK-47的AK結合而成。

## 歷史
2011年，Faxon Machining的Bob Faxon在觀看探索頻道的「十大戰鬥步槍」節目時，製作組將AK-47排名第一並將M16排名第二。身為槍械愛好者及射手的Bob雖然了解AK系列的優點，但仍因AR系列被擊敗而心生不忿，並在此心情驅使下設計出ARAK-21。翌年，Faxon Firearms正式成立。Faxon在2012年12月指出ARAK-21將於12月17日作最後測試並已在2013年SHOT Show取得攤位。Faxon在2013年3月11日起接受ARAK-21的預訂。
2014年1月，7.62×39mm加入為ARAK-21的可用口徑之一，並透露使用.308口徑的ARAK-31亦正在研發；2014年6月，Faxon宣佈將會推出ARAK-21的完整槍械版──ARAK-21 XRS。

## 設計
ARAK-21為AR-15一體式上機匣套件，機匣採用6061-T6鋁方坯加工而成，設有兩款機匣供選擇，分別為普通右方拋殼口版本及雙邊拋殼口版本，其中雙邊拋殼口版本僅需將槍機組作大部分解，再將槍機轉180度安裝即可改變拋殼方向。與AR-15的差異為採用了AK使用的長行程活塞系統。為容納長行程活塞系統，上機匣高度亦較高。與同為採用長行程活塞系統的PWS MK1不同，ARAK-21的槍機拉柄改為護木上方，並可更換左右方向。
槍管改為一整個獨立的槍管總成（英語：Barrel Assembly Unit，簡稱BAU），而BAU包含槍管、可調導氣座、活塞及槍管耳軸，而固定方式由本來靠槍管螺帽鎖緊改為以前方機匣結合插梢將槍管耳軸固定在上下機匣中，亦因此ARAK-21可以快速地更換槍管以更換口徑或槍管長度。
ARAK-21的可調導氣座為5格4段（拆卸-低-中-高-關）式，而.300口徑的可調導氣座則除去中段。槍管則有4150鋼+QPQ表面處理中/重槍管或416-R不銹鋼重槍管供買家選擇。
ARAK-21頂部設有一整條MIL-STD-1913戰術導軌，護木的3、6、9點鐘方向亦可依需要加上導軌以安裝配件。
ARAK-21可安裝在任何AR-15下機匣上使用，但使用7.62×39mm口徑時Faxon建議使用較重的扳機彈簧以免撞擊撞針的力度不足。
由於採用類似AK的緩衝系統，因此ARAK-21省略了下機匣緩衝機的必要，亦可以在摺疊槍托的情況下正常運作，而緩衝系統則採用一根插梢將其固定在上機匣中，以免在拆卸ARAK-21時意外彈出。
整槍版ARAK-21 XRS則是加上了配合上機匣外觀的下機匣。下機匣採用7075-T6鋁方坯加工而成，並可使用一般AR-15的下機匣零件組，但因省略了緩衝止位銷及形狀問題而不可作為一般AR-15下機匣使用。下機匣為非雙邊設計，Faxon只會為其配上雙邊射擊選擇桿，其餘操作部件與普通AR-15無異，並因彈匣釋放鈕周圍加上護欄而只可跟Norgan的雙邊彈匣釋放鈕相容。

## 衍生型

### ARAK-31 XRS
使用.308口徑的放大版ARAK-21 XRS，現已暫停研發。

## 資料來源
1. ↑  . Guns.com. 2019-05-21  [2020-02-24]. （原始内容存档于2020-04-09） （美国英语）.
2. ↑  . Guns.com. 2012-12-07  [2020-02-24]. （原始内容存档于2020-02-24） （美国英语）.
3. ↑  . Guns.com. 2013-03-11  [2020-02-24]. （原始内容存档于2020-02-24） （美国英语）.
4. ↑  . Guns.com. 2014-11-01  [2020-02-24]. （原始内容存档于2020-02-24） （美国英语）.
5. ↑  . Tactical Life Gun Magazine: Gun News and Gun Reviews. 2014-06-27  [2020-02-24]. （原始内容存档于2020-02-24） （美国英语）.
6. ↑  Ammoland. . AmmoLand.com. 2014-06-19  [2020-02-24]. （原始内容存档于2020-02-24） （美国英语）.
7. ↑  . faxonfirearms.com.   [2020-02-24]. （原始内容存档于2020-02-24）.
8. ↑  . Faxon Firearms.   [2020-02-24]. （原始内容存档于2020-02-24） （英语）.